# اللقاحات النباتية
اللقاح النباتي أو التطعيم المُستند للنبات هو مشروع باسم GreenVax. في عام 2005، تم إنشاء برنامج داربا لصناعة الأدوية المتسارعة (AMP)، استجابة للتهديدات البيولوجية الناشئة والجديدة. في عام 2009، عرضت داربا عقدًا حكوميًا لأنظمة نباتية غير معدلة وراثيًا للتعبير عن البروتينات المؤتلفة، بسبب وباء أنفلونزا الخنازيرH1N1) 2009) الذي أبرز الحاجة الوطنية إلى قدرات تصنيع اللقاحات السريعة والمرنة. وقد حصلت جامعة تكساس إيه آند إم وشركة تكساس على منحة من وزارة الدفاع الأمريكية بقيمة 40 مليون دولار لتطوير لقاح نباتي مصنوع من التبغ. في حين أن اللقاحات التي تعتمد على البيض تستغرق عادة أكثر من ستة أشهر لتُطور بعد عزل الفيروس، فإن العملية الجديدة لن تستغرق سوى أربعة إلى ستة أسابيع. وأعلن نائب مستشار الأبحاث فيA&M System أنه إذا نجح المشروع، فسيكون أحد أكبر وأقوى منشآت اللقاحات في العالم. ومع ذلك، فإن المشكلة الرئيسية هي القبول العام لهذه التكنولوجيا، حيث تبحث العديد من الشركات عن موافقة إدارة الغذاء والدواء الأمريكية (FDA).

## طريقة العمل
تعمل طريقة إنتاج اللقاح المُستند إلى النبات من خلال عزل بروتين مستضد معين، وهو ما يؤدي إلى استجابة مناعية بشرية من الفيروس المستهدف. يتم نقل جين من البروتين إلى البكتيريا، والتي تُستخدم بعد ذلك «لتصيب» الخلايا النباتية. ثم تبدأ النباتات في إنتاج البروتين الدقيق الذي سيتم استخدامه للقاح. وتشمل استخدامات اللقاحات النباتية النجاح في إنتاج موز صالح للأكل يحمي من فيروس نوروفيروس.